# رعوة بنت ذمر
رعوة بنت ذمر بن يقطن بن لوذن بن جرهم الأصغر زوجة يقشان بن إبراهيم.

## في العربية
ذكرالطبري: «قال: وولد لإبراهيم عليه السلام إسماعيل وهو أكبر ولده - وأمه هاجر وهي قبطية، وإسحاق، وكان ضرير البصر، وأمه سارة ابنة بتويل بن ناخور بن ساروع بن أرغوا بن فالغ بن عابر بن أرفخشد بن سام بن نوح - ومدن، ومدين، ويقسان، وزمران، وأسبق، وسوح، وأمهم قنطورا بنت مقطور من العرب العاربة.» كما ذكر الطبري «أن يقشان تزوج رعوة بنت ذمر بن يقطن بن لوذن بن جرهم الأصغر فولدة له البربر.»

## أبناؤها
- كنعان
- ددان